# Карадзаферис, Георгиос
Георгиос Карадзаферис (Караджаферис) (греч. Γεώργιος Καρατζαφέρης, 11 августа 1947, Триполис, Греция) — греческий политик, лидер партий Народный православный призыв и «Национальное единство».

## Биография
Родился в городе Триполи (Греция). Выпускник журналистского факультета Лондонской школы журналистики (англ. London School of Journalism). Развивал предпринимательскую деятельность в области греческих СМИ и рекламы. Владелец местного телеканала TELECITY.
В 1993 году впервые был избран депутатом Греческого парламента от партии «Новая демократия». В 2000 году был исключен из рядов партии и в том же году основал партию ΛΑΟΣ.
В 2004 году впервые был избран в Европейский парламент, где был заместителем председателя правой евроскептической группы «Независимость/Демократия», и уже на выборах в 2007 году его партия набрала 3,80 % голосов избирателей и заняла 10 мест в парламенте. На парламентских выборах 2009 года Народный православный призыв заработал 5,6 % голосов избирателей, что соответственно позволило получить 15 депутатских мандатов.
Георгиос Карадзаферис неоднократно обвинялся в крайних правых взглядах, ксенофобии, шовинизме и антисемитизме. Часто он делает провокационные обращения и интервью для СМИ. В частности, в июне 2010 года Георгиос Карадзаферис объявил о намерении его партии принять участие в работе парламентской следственной группы по коррупционному делу с компанией Siemens в Греции, поскольку некоторые его члены пытаются скрыть определенные факты.
Георгиос Карадзаферис женат, имеет одного сына.